# 準キャリア
準キャリア（じゅんキャリア）とは、日本の中央省庁の一部において、国家公務員採用I種試験に合格し、幹部候補として採用された者（いわゆるキャリア）以外の者のうち、これらの者に準じた処遇を受ける者の俗称である。セミキャリアと呼ばれることもある。
以前は国家上級乙種採用者のことを準キャリアと呼ぶ例があったほか、用例としては稀であるがI種採用者においても、相対的に昇進の遅いグループに属する者（例えば、事務官に対しての技官、検察官に対しての法務省I種採用者、経済産業省本省採用者に対しての特許庁採用者、あるいは東大採用者に対する他大学採用者）をやや揶揄的に「準キャリア」と呼ぶことがある。
最近は、優秀な若手・中堅を中心に積極的に重要ポストや幹部へ登用する動きがある。

## 警察庁職員
大卒程度国家一般職試験（旧国家公務員採用II種試験）行政区分に合格して本庁採用された警察官を準キャリアと呼ぶ場合がある（管区警察局に採用された一般職試験合格者は警察官ではなく、警察庁事務官や警察庁技官である）。彼らは初任で巡査部長であり、総合職（旧I種）試験合格者（いわゆる「キャリア」）と同様に無試験で昇任する。警察官の大多数を占める都道府県採用者（いわゆる「ノンキャリア」）に比べ有利に処遇され、入庁時から幹部登用に向け計画的に育成される。これまで、昇任しても警視長（本庁課長、一部の県警本部長等）までが限界とされていたが、細田正警視長（1989年国家公務員Ⅱ種採用）が2024年4月に宮城県警察本部長に就任し、その後在任中に警視監へ昇任した（令和7年1月31日発令、任警視監）。しかしながら、最高幹部（警察庁長官、警視総監、局長級）へ至ることが困難と見込まれる点では他省庁の一般職（旧II種）試験合格者と同様である。なお、従来は都道府県採用者から最優秀者を選抜し警察庁に採用するシステム（推薦制度）が存在していたが、近年においては転勤が多いなどの理由で敬遠する者が多く無実化し、その代替として国家II種（現・一般職）試験合格者を採用したという経緯がある。なお、管区警察局に採用された一般職（旧II種）試験合格者に関しても、警視級の役職までの昇進が常態化している。
都道府県採用警察官は原則として巡査が初任であるが、特定の資格を有する者はII種試験合格者と同等に巡査部長の階級で任用されることがある（ただし、昇任はノンキャリア扱い）。上記であげた特定の資格試験保有者が、初任時において、II種試験合格者よりも上位の待遇・階級・役職で任用されることもある。

## 刑務官
同様に大卒程度国家一般職試験(旧国家公務員採用II種試験)に合格して採用された刑務官を準キャリアと呼ぶことがある。刑務官採用試験の合格者が看守として任官するのに対して看守部長として任官する。

## 財務専門官
財務専門官採用試験で採用された財務局職員を準キャリアと呼ぶことがある。財務専門官は、全国10の財務局・財務支局及び沖縄総合事務局財務部において採用される国家専門職である。大蔵省の財務省移行に伴い、財務局は財務省の地方支分部局に移行した経緯がある。移行前の名称は大蔵省財務局であった。それらの経緯から現在でも、財務省の総合出先機関としての役割だけでなく、金融庁の事務委任など、大蔵省接待汚職事件で分離されてしまった財政機能と金融機能の両方を備えることとなっている。財政と金融のプロフェッショナルとして採用され、財務省と金融庁への出向がある。